# Крюковка (Архангельская область)
Крюковка — опустевшая деревня в Ленском районе Архангельской области. Входит в состав Сафроновского сельского поселения.

## География
Находится в юго-восточной части Архангельской области на расстоянии приблизительно 12 км на северо-запад по прямой от административного центра района села Яренск.

## История
Отмечена как деревня Тохтинского сельсовета еще в 1939 году.

## Население
Численность населения не была учтена как в 2002 году, так и в 2010.